# Bonaventura Ribas i Maura
Bonaventura Ribas i Maura (Lloret de Mar, 1798 — Lloret de Mar, 3 de desembre de 1863) fou un mestre d'aixa català, conegut popularment com a Pa-i-ais. D'intensa activitat professional entre 1832 i 1856, la seva drassana fou, juntament amb la d'Agustí Macià i Sebastià Pujol, una de les principals durant l'època daurada de la construcció naval a Lloret de Mar, especialitzant-se en velers per sota dels 100 peus d'eslora. Entre d'altres, destaca la construcció de la pollacra Bella Dolores (1856).